# Epworth, Iowa
Epworth là một thành phố thuộc quận Dubuque, tiểu bang Iowa, Hoa Kỳ. Năm 2010, dân số của thành phố này là 1860 người.

## Dân số
Dân số qua các năm:
- Năm 2000: 1428 người.
- Năm 2010: 1860 người.